# أوسط (اسم)
أَوْسَط هو اسم علم مذكر من أصل عربي، وجاء الاسم على صيغة اسم التفضيل، ومعناه هو الرجل يكون من خيار قومه وأشرفهم وأحسبهم.